# Torbjörn Pettersson
Lars Sune Torbjörn Pettersson, född 26 mars 1960 i Våxtorps församling i Hallands län, är en svensk politiker och ämbetsman. Han är son till skattehandläggare Heléne Pettersson (född Lindberg, 1937–2022) och polismästare Sune Pettersson (1927–2010). Han studerade internationell handel och ekonomi i Lund och Uppsala och är filosofie kandidat in nationalekonomi och statskunskap och reservofficer vid Wendes artilleriregemente.
Pettersson var Folkpartiets (nuvarande Liberalernas) partisekreterare från 1995 till 2001 när han lämnade politiken för den svenska biståndsmyndigheten Sida som avdelningschef för ekonomi och verksamhetsutveckling. År 2005–2008 var Pettersson Sidas landchef och biståndsråd vid svenska ambassaden i Tanzania. Därefter var han generalsekreterare för Svenska Afghanistankommittén 2008–2010 och utsågs sedan till Sveriges ambassadör i Afghanistan 2010–2012.
2012–2017 återkom Pettersson till Sida som avdelningschef, först för Konfliktavdelningen och därefter för Afrikaavdelningen.
2017–2020 tjänstgjorde Pettersson som Sveriges ambassadör i Etiopien och särskilt sändebud till Afrikanska Unionen (AU). 2020 var han rådgivare åt Sidas generaldirektör  och 2021–2023 var han avdelningschef för Avdelningen för HR och kommunikation. Sedan april 2023 är han avdelningschef för den globala avdelningen vid Sida.
Torbjörn Pettersson är gift med docent Annika Janson och har tre vuxna barn.